# Коуэн, Джульет
Джулье́т Ко́уэн (англ. Juliet Cowan; 21 мая 1974, Лондон, Англия, Великобритания) — английская актриса.

## Биография
Джульет Коуэн родилась 21 мая 1974 года в Лондоне (Англия, Великобритания).
Джульет дебютировала в кино в 1996 году, сыграв роль Ники в телесериале «Это жизнь», в котором она снималась до 1997 года. В 2009—2010 года Коуэн играла роль Сесилии Джонс в телесериале «Молокососы». Всего она сыграла в 44-х фильмах и телесериалах.
Джульет замужем за Виктором Полом. У супругов есть трое детей.

## Избранная фильмография
| Год       |   | Русское название | Оригинальное название | Роль                    |
| --------- | - | ---------------- | --------------------- | ----------------------- |
| 1996—1997 | с | Это жизнь        | This Life             | Ники                    |
| 2009—2010 | с | Молокососы       | Skins                 | Селия Джонс             |
| 2023      | ф | Обратно во мрак  | Back to Black         | Дженис Уайнхаус-Коллинз |